# グレナダ

グレナダ
Grenada

国の標語：Ever Conscious of God We Aspire, Build and Advance as One People
（英語:神の御心のままに、我ら一つの民として熱望し、築き上げ、そして進歩する）
国歌：Hail Grenada（英語）
グレナダ万歳

グレナダ（英語: Grenada、グレナダ・クレオール語: Gwenad）は、カリブ海の小アンティル諸島南部にある立憲君主制国家。首都はセントジョージズである。
英連邦王国のひとつであり、イギリス連邦加盟国。島国であり、海を隔てて北にセントビンセントおよびグレナディーン諸島、北東にバルバドス、南にトリニダード・トバゴとベネズエラがある。
グレナディーン諸島の一部に、グレナダ領グレナディーン諸島としてカリアク島やプティト・マルティニーク島などの島々を領有している。1983年に起きたクーデター後の混乱時にアメリカ合衆国と東カリブ諸国機構（OECS）によるグレナダ侵攻があり、国際的な注目を集めた。

## 国名
正式名称は英語で、Grenada（/ɡɹəˈneɪdə/、グラネイダ  聞く ）。日本語の表記は、グレナダ。
国名はスペインのグラナダにちなむとされる（セントビンセント・グレナディーンのグレナディーン諸島も同語源である）が、誰がいつこの名をつけたのかは正確には分かってない。コロンブスは「コンセプシオン（Concepción）」と名づけた。
2016年11月24日、国名を「グレナダ、カリアクおよびプティト・マルティニーク（Grenada, Carriacou and Petite Martinique）」に変更するための憲法改正の是非を問う国民投票が実施されたが、反対多数で否決された。

## 歴史

### 植民地時代
- 1498年 8月15日にクリストファー・コロンブスにより発見される。彼は無原罪の御宿りを意味するコンセプシオン島（Isla de Concepción）と名付けた。
- 1523年 地図にグレナダ島と記載されるようになる。
- 1609年 イギリスが入植を試みるも、撤退する。
- 1627年 7月2日にイギリス国王チャールズ1世が初代カーライル伯爵ジェイムズ・ヘイ（英語版）へグレナダ島を与える。ただし、当時イギリスの居住地は無かった。
- 1650年 6月20日にフランスが植民地化。
- 1664年 フランス西インド会社がグレナダを取得。
- 1674年 フランス西インド会社が解散し、フランス政府の管轄下となる。フランス人が定住を始める。先住民を大量虐殺したと言われている。
- 1714年 フランスはカカオ、綿花、コーヒーを栽培した。プランテーションで労働する奴隷はアフリカから輸入した人々で、彼らの3分の2は過酷な労働条件のために死亡したとされる。
- 1762年 3月5日にイギリスが占領（七年戦争）。
- 1763年 2月10日のパリ条約によって、イギリスへ割譲された。
- 1779年 7月4日にフランスが占領（アメリカ独立戦争）。
- 1783年 ヴェルサイユ条約によって正式にイギリスの領土になる。
- 1833年 4月1日にイギリス領ウィンドワード諸島（英語版）植民地へ編入。
- 1950年 普通選挙導入。
- 1958年 1月3日に西インド連邦へ加入。
- 1962年 5月31日に西インド連邦が解散。単独の植民地に戻る。
- 1967年 3月3日に自治政府を設立[4]。労働党が選挙に勝ち、独立を宣言。

### 独立以降

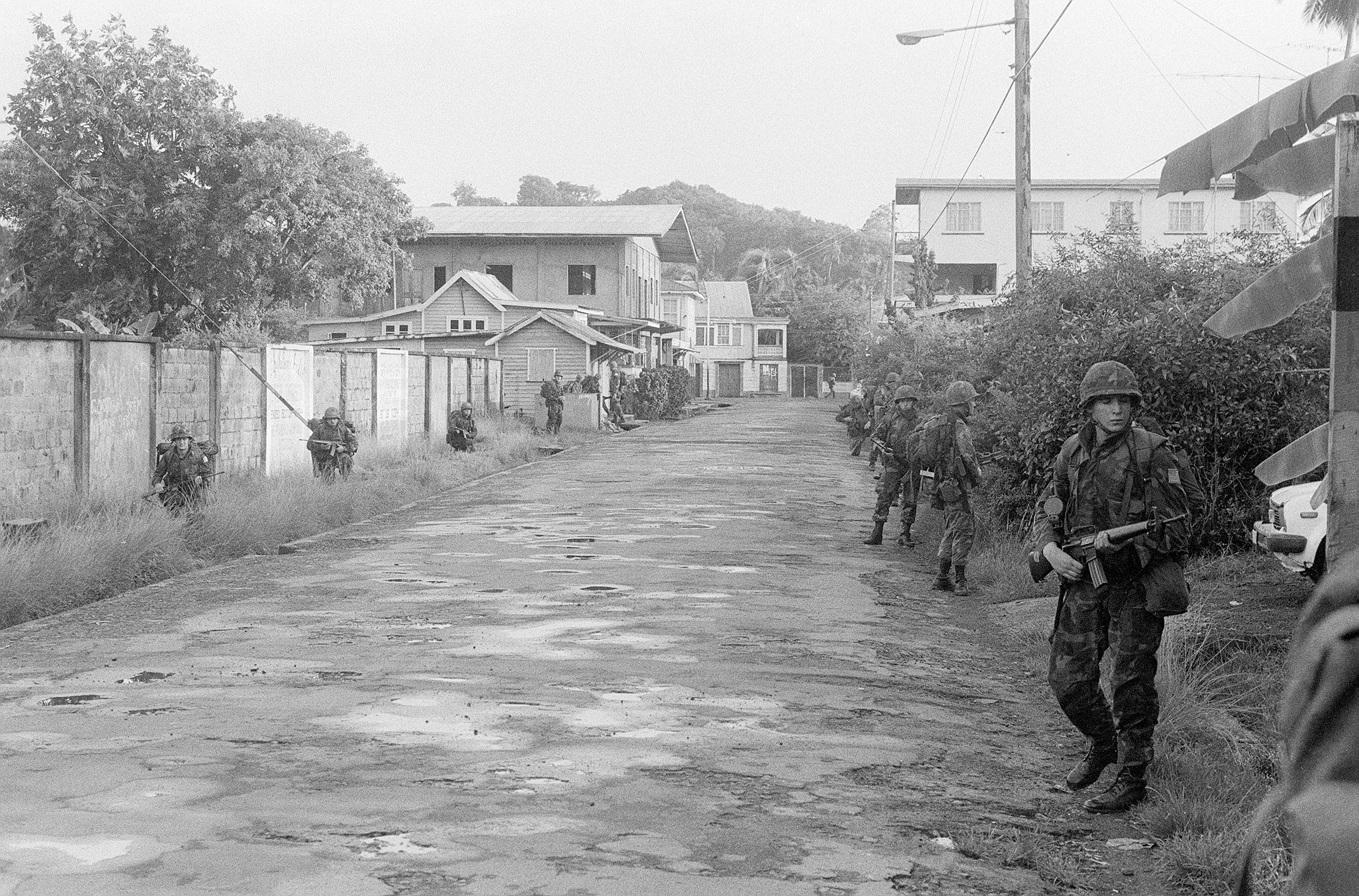
グレナダに展開するアメリカ軍（グレナダ侵攻）

- 1974年 英連邦王国としてイギリスから独立。エリック・ゲイリーが首相に就任。
- 1979年 親ソ連、キューバ派のニュージュエル運動（NJM）を率いるモーリス・ビショップがゲーリー首相の外遊中に無血クーデターを起こし、首相に就任。人民革命政権を樹立した。革命政府によってキューバとの関係が強化される。
- 1983年 10月に政権内のクーデターでビショップ首相らが処刑される。同月、アメリカ大統領ロナルド・レーガンが「西半球の癌」と呼んでいたキューバのカストロ政権、ニカラグアのサンディニスタ政権と共にグレナダのニュージュエル運動政権もアメリカに敵視されていたことを反映して、これらのアメリカ大陸の左翼政権への牽制の意味を込めたアメリカ合衆国とカリブ海諸国の軍事侵攻（グレナダ侵攻）がなされ、人民革命政府は崩壊し、親米政権が樹立される。
- 1984年 選挙により、新国民党政権が成立する。
- 2003年 選挙により、国民民主会議政権が成立する。

## 政治

### 内政
グレナダは立憲君主制（英連邦王国）、議院内閣制をとる立憲国家である。現行憲法は独立前年の1973年12月19日に制定され、1974年2月7日の独立に伴い施行されたもの。
国家元首は国王だが、英連邦王国のためイギリス国王がグレナダ国王を兼ねる。国王の職務を代行する総督は、国王により任命される。政治の実権は行政府たる内閣にあり、その長である首相は総督が任命する。この任命は通常、下院総選挙後に多数派を構成した政党の指導者に対して成される。閣僚は首相の指名に基づき、総督が任命する。総督による任命は形式的なものである。
立法府たる議会は両院制で、上院と下院により構成される。上院は13議席で、全議員が任命によって着任する。その任命は、10議席が政府、3議席が野党指導者によって成される。下院は15議席で、全議員が直接選挙（小選挙区制）によって選出される。両院とも任期は5年。
二大政党制が成立しており、リベラル系の国民民主会議（NDC）と保守系の新国民党（NNP）の力が強い。グレナダ統一労働党（GULP）など他の小政党も存在するが、二大政党の勢力を覆すほどの勢力は持っていない。

## 国家安全保障
人民革命政権時代はグレナダ人民革命軍が存在し、グレナダ侵攻の際には約1200名の兵士がいた。しかし、侵攻後に解体され、現在はグレナダ警察軍が国防を行っており、755人が在勤している。これとは別にグレナダ沿岸警備隊があり、哨戒艇4隻を保有している。

## 地方行政区分
6教区と1属領に分かれている。

グレナダの行政区画

1. セント・マーク教区（Saint Mark）
2. セント・パトリック教区（Saint Patrick）
3. セント・ジョン教区（Saint John）
4. セント・アンドリュー教区（Saint Andrew）
5. セント・ジョージ教区（Saint George）
6. セント・デイヴィッド教区（Saint David）
7. カリアクおよびプティト・マルティニーク属領（Carriacou and Petite Martinique）

## 地理

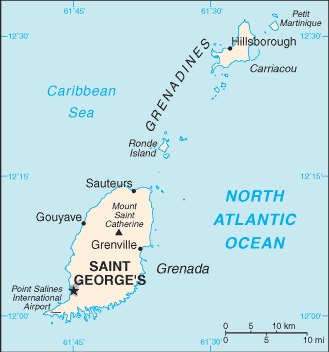
グレナダの地図

ウィンドワード諸島最南端に位置している。グレナダ本島は面積約310平方キロメートルほどの火山島で最高峰セント・キャサリン山（840メートル）があり、付近の島々、特にグレナディーン諸島の一部の島々なども属している。
グレナダ島の北部にはレヴェラ湿地があり、その一帯にはマングローブ、湿地、砂浜、サンゴ礁、海草の藻場、島嶼が多い。オサガメの重要な営巣地で、タイマイ、エルクホーンサンゴ、カギハシトビなども生息しており、2012年にラムサール条約登録地となった。

### 主な島々
- グレナダ島
- グローバー島
- ホッグ島
- カリビジニ島
  - バード島
- サンディ島
- グリーン島
- パールス・ロック
- ロンドン・ブリッジ島
- ロンド島
- カーユ島
- ザ・シスターズ島
- ダイアモンド島
- レ・タンテ島
- カリアク島
- マヤブ島
- ホワイト島
- サリン島
- フリーゲート島
- ラージ島
- プティト・マルティニーク島
- プティ・サン・バンサン島
- プテット・ドミニク島

### 主要都市
- セントジョージズ
- グレンヴィル
- ゴヤーヴ
- ソトゥルーズ
- ヒルズボロ

## 経済

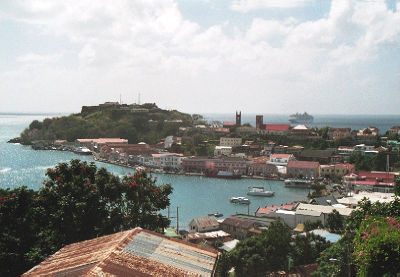
首都セントジョージズ

国旗の左側にナツメグの実が描かれていることからもわかるように、ナツメグの生産が比較的盛んである。2005年時点において2747トン（世界第6位、シェア3%）に達する（FAO）。他の農産品はバナナ、クローブ、シナモン、ココアなど。
観光業も有望で、1979年に樹立した人民革命政府は観光事業の近代化に着手した。グレナダ侵攻後の親米政権樹立後はアメリカ合衆国資本が進出し、1984年の国際空港の完成以来発展を続けている。
日本外務省によると、2005年3月時点のグレナダの消費税率27.5%は、世界で最も高い税率だった（2007年以降は6位以下）。

### 交通
山岳道路はしばしば雨で流される。ポイント・サリンス国際空港の建設にはアメリカの資金援助が行われた。

## 国民
住民の8割以上はアフリカ系であり、ヨーロッパ人により連れて来られた奴隷の子孫である。その他、南アジア系やヨーロッパ人などもいる。
言語は英語が公用語であり、広く使われている。フランス語が混じったパトワと呼ばれるクレオール語を話すものもわずかながら存在する。
宗教はローマ・カトリックが6割程度を占めている。残りは、ほとんどがプロテスタントである。

## 文化

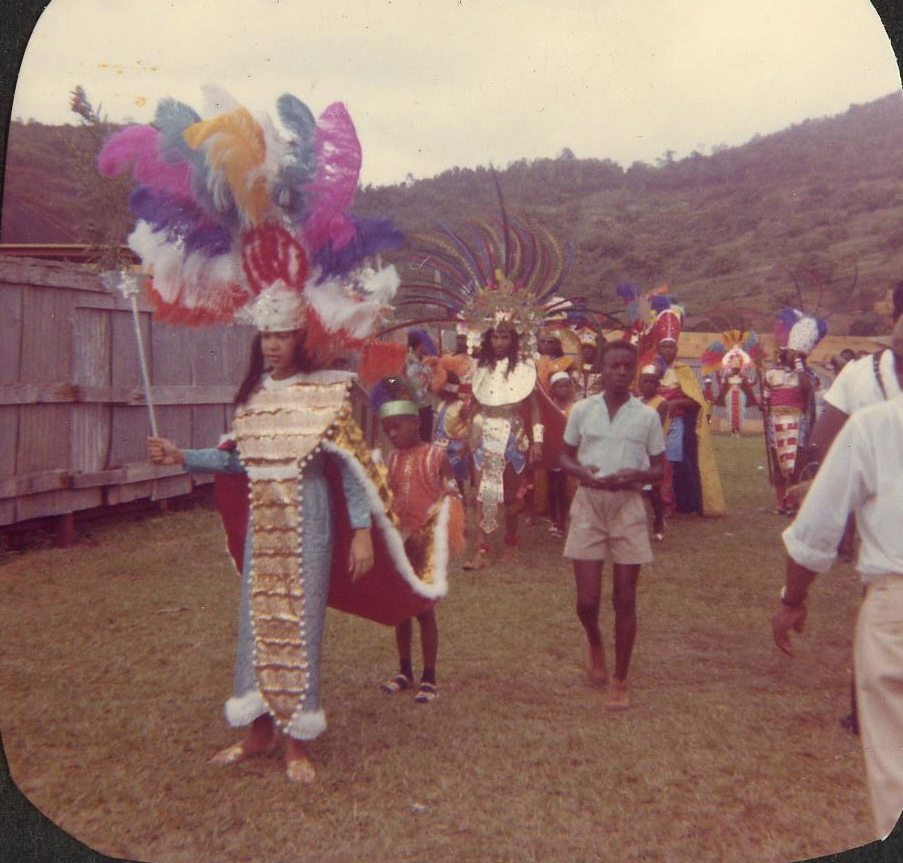
グレナダのカーニバル（1965年）

### 音楽
著名なグレナダ出身のカリプソ歌手としては、マイティ・スパロウが挙げられる。

### スポーツ
グレナダ国内ではサッカーが圧倒的に1番人気のスポーツとなっており、1983年にサッカーリーグのグレナダ・リーグが創設された。グレナダサッカー協会によって構成されるサッカーグレナダ代表は、これまでFIFAワールドカップには未出場である。CONCACAFゴールドカップには3度出場しているが、いずれの大会もグループリーグで敗退している。また陸上競技も盛んで、特にキラニ・ジェームスがよく知られている。
クリケットも国民的人気を得ているスポーツである。グレナダは多国籍ナショナルチームの西インド諸島代表に含まれる。2007年にはクリケット・ワールドカップが西インド諸島で開催され、国立クリケットスタジアム (グレナダ)が会場の一つになった。

### 祝祭日
| 日付   | 日本語表記 | 現地語表記       | 備考 |
| ------ | ---------- | ---------------- | ---- |
| 2月9日 | 独立記念日 | Independence Day |      |

## 著名な出身者
- キラニ・ジェームス - 陸上競技選手
- ジェイソン・ロバーツ - 元サッカー選手
- シャンドン・バプティスト - サッカー選手
- アレクサンダー・マックイーン - サッカー選手